# See Dad Run
See Dad Run ist eine US-amerikanische Jugend-Sitcom, die zum ersten Mal am 6. Oktober 2012 beim zu Nickelodeon gehörenden Sender Nick at Nite ausgestrahlt wurde. Die Hauptrolle spielt Scott Baio, der gleichzeitig als einer der ausführenden Produzenten der Serie agiert. Die zweite Staffel, die mit 20 genau so viele Folgen wie die erste haben wird, wurde ab dem 2. Juni 2013 ausgestrahlt. Am 21. Oktober 2013 wurde See Dad Run um eine dritte Staffel verlängert, welche 13 Folgen umfasst. Die Serie wurde nach drei Staffeln eingestellt. Die deutschsprachige Erstausstrahlung erfolgte ab dem 8. Dezember 2014 bei Nicknight.

## Handlung
Nachdem er jahrelang in einer erfolgreichen Fernsehserie zu sehen war, beendet der Schauspieler David Hobbs seine Schauspielkarriere und kümmert sich zuhause fortan um seine Kinder, um es seiner Frau zu ermöglichen, ihre Schauspielkarriere fortzusetzen. Aber er muss schnell feststellen, dass es im wahren Leben viel anspruchsvoller ist, ein guter Vater zu sein, als in seiner Fernsehrolle.

## Figuren

### Familie Hobbs
David Hobbs (Scott Baio) ist der Vater der Familie. Die letzten zehn Jahre spielte er in einer Fernsehserie den "weltbesten Daddy". Er war währenddessen kaum zu Hause und kannte seine Fernsehfamilie beinahe besser als seine echte. Mit dem Ende der Serie zieht er sich ins Privatleben zurück und kümmert sich um seine drei Kinder und den Haushalt. Auch durch seine Fernsehrolle unterschätzt er seine neuen Aufgaben und muss sich dazu schließlich doch Rat bei seiner Frau suchen, nachdem er sich in einigen Dingen recht ungeschickt anstellt.
Amy Hobbs (Alanna Ubach) ist die Mutter der Familie. Zu Beginn der Serie entscheidet sie sich, wieder in ihrem alten Beruf als Schauspielerin zu arbeiten, und übergibt das Zepter zuhause ihrem Mann. Sie muss auch feststellen, das sich nach ihrer langen Abwesenheit im Business einiges geändert hat, und sie auch nicht mehr so hübsch ist wie zu früheren Zeiten. Währenddessen muss sie auch David in seiner Rolle als Hausmann unterstützen. Er prahlt gern mit seinen Errungenschaften als Vater, die aber allesamt in der Sitcom geschehen sind.

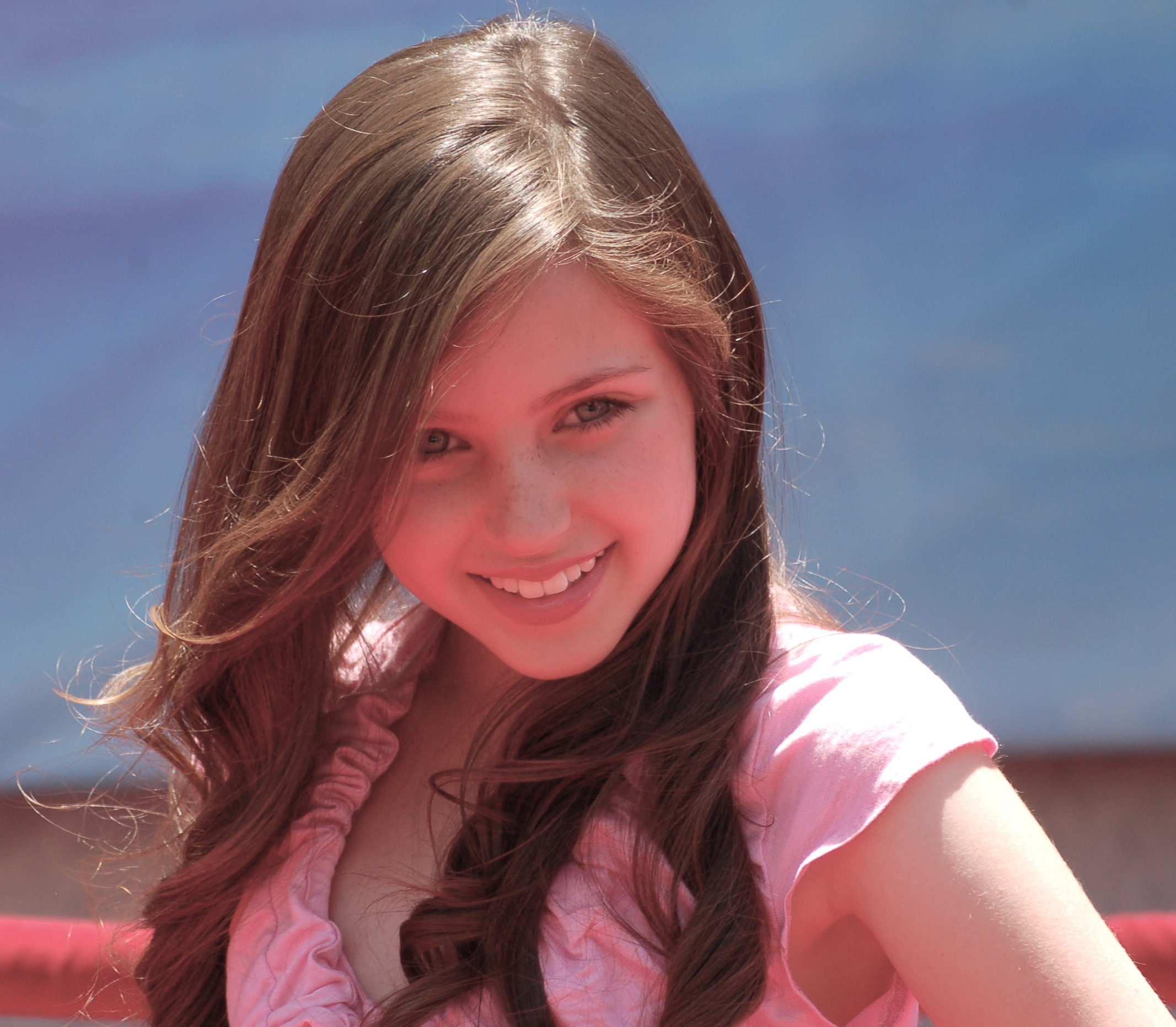
Ryan Newman spielt Emily

Emily Sarah Hobbs (Ryan Newman) ist mit 14 Jahren die älteste Tochter der Familie. Sie wird als typischer Teenager dargestellt, kümmert sich viel um ihr Aussehen, interessiert sich für Jungen und hat teilweise Stress mit ihren Eltern.
Joe Hobbs (Jackson Brundage) ist das mittlere Kind und der einzige Sohn der Familie. Er wird als eine Art Nerd dargestellt, der es hasst, zu spät zu kommen, andererseits auch sein unbeschwertes Leben als Kind genießt. Er wird sehr schnell nervös.
Janie Hobbs (Bailey Michelle Brown) ist die 5-jährige Tochter. Auch wenn sie noch sehr klein ist, scheut sie sich nicht, ihre Meinung offen auszusprechen, selbst wenn das nicht immer allen gefällt.

### Sonstige
Kevin Kostner (Ramy Youssef) war Produktionsassistent von David bei seiner Sitcom. Er hilft ihm nun im Haus.
Marcus Barnes (Mark Curry) war Drehbuchautor der Sitcom. Er wohnt gegenüber.
Mary Barnes (Jaylen Barron) ist eine Freundin von Emily.
Charlotte (Alyvia Alyn Lind) ist Janies beste Freundin.
Olivia (Danika Yarosh) ist eine Freundin von Emily.

## Synchronisation
Die deutsche Synchronisation entstand unter der Synchronregie von Gundi Eberhard durch die Synchronfirma VSI Berlin GmbH.
| Rollenname        | Schauspieler          | Hauptrolle | Nebenrolle                  | Synchronsprecher                                           |
| ----------------- | --------------------- | ---------- | --------------------------- | ---------------------------------------------------------- |
| David Hobbs       | Scott Baio            | 1.01–      |                             | Charles Rettinghaus                                        |
| Amy Hobbs         | Alanna Ubach          | 1.01–      |                             | Ranja Bonalana                                             |
| Emily Sarah Hobbs | Ryan Newman           | 1.01–      |                             | Lydia Morgenstern                                          |
| Joe Hobbs         | Jackson Brundage      | 1.01–      |                             | Simon Halaski (Staffel 1) Gerome Quantmeyer (ab Staffel 2) |
| Janie Hobbs       | Bailey Michelle Brown | 1.01–      |                             | Louisa Fuchs                                               |
| Kevin Kostner     | Ramy Youssef          | 1.01–      |                             | René Dawn-Claude                                           |
| Marcus Barnes     | Mark Curry            | 1.01–      |                             | Michael Iwannek                                            |
| Mary Barnes       | Jaylen Barron         |            | 1.01–1.05, 1.07, 1.15, 1.19 | Sarah Alles                                                |
| Charlotte         | Alyvia Alyn Lind      |            | 1.02, 1.05, 1.13, 2.04      |                                                            |
| Ricky Adams       | James Maslow          |            | 1.10, 1.17                  | Dirk Stollberg                                             |
| Matthew Pearson   | Luke Benward          |            | 1.06–1.07, 1.15             | Ricardo Richter                                            |
| Xander McGinley   | Jack Griffo           |            | 1.17, 2.03, 2.05            | Patrick Baehr                                              |
| Ted McGinley      | Ted McGinley          |            | 1.10, 2.05                  | Erich Räuker                                               |
| Amanda            | Bebe Wood             |            | 2.01, 2.13, 3.01–3.02       |                                                            |

## Produktion
Am 24. Oktober 2011 gab Nickelodeon für den Piloten der Serie, zu der Zeit noch unter dem Arbeitstitel Daddy's Home, wodurch es die erste eigenproduzierte Comedyserie von Nick at Nite wurde. Am 27. März 2012 wurden 20 Folgen bestellt. Laut IMDb beträgt das Budget 15 Millionen US$.
Am 19. Dezember 2012 verlängerte Nick at Nite See Dad Run für eine zweite Staffel von 20 Folgen und am 21. Oktober 2013 um eine dritte Staffel mit 13 Folgen.
Am 17. März 2014 wurde die Einstellung von See Dad Run verlautbart, die Produktion der dritten Staffel endete im Mai.

## Rezeption
Die Serie wurde gemischt aufgenommen und erreichte eine Bewertung von 50 von 100 auf Metacritic. Emily Ashby schrieb für Common Sense Media: See Dad Run ist „eine Familien-Sitcom, die witzig, herzerwärmend und gut geeignet für ältere Kinder und Jugendliche ist“ (Original: „See Dad Run is a family-centered sitcom that's funny, heartwarming, and well suited for older tweens and teens.“).

## Folgen
Der Titel jeder Folge beginnt mit den Worten "See Dad...".

### Staffel 1
Der erste 9 Folgen umfassende Teil der Staffel wurde in den Vereinigten Staaten vom 6. Oktober bis 9. Dezember 2012 ausgestrahlt. Die restlichen Folgen wurden vom 17. Februar bis 12. Mai 2013 ausgestrahlt.
| Nr. (ges.) | Nr. (St.) | Deutscher Titel                 | Originaltitel                           | Erstausstrahlung USA | Deutschsprachige Erstausstrahlung () | Regie              | Drehbuch                            | Zuschauer | Prod. Code |
| --- | --------- | ------------------------------- | --------------------------------------- | -------------------- | ------------------------------------ | ------------------ | ----------------------------------- | --------- | ---------- |
| 1 | 1         | Dad bleibt zu Hause             | See Dad Run Home                        | 6. Okt. 2012         | 8. Dez. 2014                         | Andrew D. Weyman   | Tina Albanese & Patrick Labyorteaux | 1,64 Mio. | 101        |
| David Hobbs spielt das Serienfinale seiner langjährigen Sitcom. Amy wird angeboten, nach Jahren ihre alte Rolle in einer Seifenoper wieder anzunehmen. David bietet an, sich mehr um die Kinder zu kümmern. Amy übergibt ihm dazu das Familienbuch, einen dicken Aktenordner, in dem sie alles festhält, was wichtig ist. David möchte ein Huhn kochen, doch dieses verbrennt und die Küche ist voll Rauch, während die Kinder sich selbst mit Süßigkeiten versorgen. |           |                                 |                                         |                      |                                      |                    |                                     |           |            |
| 2 | 2         | Dad verliert Janie              | See Dad Lose Janie                      | 14. Okt. 2012        | 9. Dez. 2014                         | Andrew D. Weyman   | Tina Albanese & Patrick Labyorteaux | 1,9 Mio.  | 102        |
| David ist mit Janie im Kindergarten, und lässt sie danach zu einer Freundin gehen. Doch er hat sich nicht deren Namen oder den der Mutter gemerkt und begibt sich sodann auf die Suche nach Janie, und versucht, das mit Emily Hilfe vor seiner Frau geheim zu halten. |           |                                 |                                         |                      |                                      |                    |                                     |           |            |
| 3 | 3         | Dad wird Trainer                | See Dad Play Coach                      | 21. Okt. 2012        | 10. Dez. 2014                        | Andrew D. Weyman   | Michael Feldman                     | 1,51 Mio. | 103        |
| David wird Trainer von Joes Baseballteam. |           |                                 |                                         |                      |                                      |                    |                                     |           |            |
| 4 | 4         | Dad ist ein Zombie              | See Dad Rise From the Dead              | 28. Okt. 2012        | 11. Dez. 2014                        | Victor Gonzalez    | David DiPietro & Paul Ciancarelli   | 1,68 Mio. | 104        |
| Nachdem er zu viele Horrorfilme angesehen hat, plagen Joe Albträume über Zombies, sodass sein Vater sogar draußen im Auto wartet und mit ihm Funkkontakt hält, als Joe bei Freunden übernachtet. Unterdessen versucht Emily erfolglos, Janie zu Angst zu machen, damit sie bei ihren Eltern sein will, sodass Emily nicht mehr auf sie aufpassen muss und ausgehen kann.                                                                                              |           |                                 |                                         |                      |                                      |                    |                                     |           |            |
| 5 | 5         | Dad und Wah-Wah-Ricky           | See Dad Get Wah-Wah'd                   | 4. Nov. 2012         | 12. Dez. 2014                        | Jody Margolin Hahn | Perry Rein & Gigi McCreery          | 1,06 Mio. | 110        |
| Marcus schreibt mit David eine neue Fernsehserie, in der Ricky Adams (James Maslow) die Hauptrolle übernehmen soll. Doch Ricky stellt sich als egozentrisch heraus und sie beenden die Zusammenarbeit. Amy weigert sich, ihre Lesebrille zu tragen, trotz dass sie ohne kaum ein Wort entziffern kann. |           |                                 |                                         |                      |                                      |                    |                                     |           |            |
| 6 | 6         | Dad und Matthew Pearson         | See Dad Meet Matthew Pearson            | 11. Nov. 2012        | 15. Dez. 2014                        | Victor Gonzalez    | Perry Rein & Gigi McCreery          | 1,16 Mio. | 105        |
| Emilys neuer Freund Matthew Pearson (Luke Benward) ist zum Abendessen eingeladen, wobei David ihn genau überprüfen will. Doch die beiden freunden sich an und als Matthew mit Emily Schluss macht, erkennt sie, dass er nur mit ihr gegangen ist, um an David heranzukommen, von dem er ein großer Fan ist. |           |                                 |                                         |                      |                                      |                    |                                     |           |            |
| 7 | 7         | Dad und das Müttertreffen       | See Dad One Night Only                  | 18. Nov. 2012        | 16. Dez. 2014                        | Rich Correll       | Matt Boren                          | 1,64 Mio. | 106        |
| 8 | 8         | Dad fängt eine Ratte            | See Dad Catch a Rat                     | 25. Nov. 2012        | 17. Dez. 2014                        | Rich Correll       | David DiPietro & Paul Ciancarelli   | 1,3 Mio.  | 108        |
| 9 | 9         | Dad spioniert                   | See Dad Run Christmas Into the Ground   | 9. Dez. 2012         | 18. Dez. 2014                        | Jonathan Judge     | Tina Albanese & Patrick Labyorteaux | 1,6 Mio.  | 115        |
| 10 | 10        | Dad und Wah-Wah-Ricky           | See Dad Campaign                        | 17. Feb. 2013        | 19. Dez. 2014                        | Rich Correll       | Matt Boren                          | 1,46 Mio. | 117        |
| 11 | 11        | Dad und der Promi-Bonus         | See Dad Get Schooled                    | 24. Feb. 2013        | 22. Dez. 2014                        | Jonathan Judge     | Perry Rein & Gigi McCreery          | 0,94 Mio. | 116        |
| Gaststar: Garry Marshall als Bernie |           |                                 |                                         |                      |                                      |                    |                                     |           |            |
| 12 | 12        | Dad und die Männerhöhle         | See Dad Assist Kevin                    | 3. März 2013         | 23. Dez. 2014                        | Jody Margolin Hahn | Earl Davis                          | 1,23 Mio. | 112        |
| 13 | 13        | Dad heiratet                    | See Dad Run, But He Can't Hide          | 10. März 2013        | 24. Dez. 2014                        | Jody Margolin Hahn | Mitchel Katlin & Nat Bernstein      | 1,30 Mio. | 111        |
| 14 | 14        | Dad macht sich rar              | See Dad Get Married and Married         | 17. März 2013        | 25. Dez. 2014                        | Rich Correll       | Mitchel Katlin & Nat Bernstein      | 1,31 Mio. | 113        |
| 15 | 15        | Dad und das Weihnachtsgratin    | See Dad as The Great and Powerful Hobbs | 31. März 2013        | 26. Dez. 2014                        | Victor Gonzalez    | Michael Feldman                     | 1,24 Mio. | 109        |
| 16 | 16        | Dad lernt Geschichte            | See Dad Play Hard to Get                | 7. Apr. 2013         | 29. Dez. 2014                        | –                  | –                                   | 1,24 Mio. | 114        |
| 17 | 17        | Dad und die Schülersprecherwahl | See Dad Get Janie Into Kindergarten     | 14. Apr. 2013        | 30. Dez. 2014                        | Jody Margolin Hahn | Michael Feldman                     | 1,28 Mio. | 119        |
| 18 | 18        | Dad und der Abschlussball       | See Dad Host a Playgroup                | 21. Apr. 2013        | 31. Dez. 2014                        | Rich Correll       | Lisa Parsons                        | 1,47 Mio. | 107        |
| 19 | 19        | Dad und die Vorschule           | See Dad Get Attacked By Promzilla       | 28. Apr. 2013        | 1. Jan. 2015                         | Anthony Rich       | Paul Ciancarelli & David DiPietro   | 1,20 Mio. | 118        |
| 20 | 20        | Dad, seine Mutter und Mom       | See Dad See Through Grandma             | 12. Mai 2013         | 2. Jan. 2015                         | Jody Margolin Hahn | Tina Albanese & Patrick Labyorteaux | 1,02 Mio. | 120        |

### Staffel 2
Die zweite Staffel von See Dad Run wurde vom 2. Juni 2013 bis zum 19. Januar 2014 auf Nick at Nite ausgestrahlt.
| Nr. (ges.)                                         | Nr. (St.) | Deutscher Titel                | Originaltitel                         | Erstausstrahlung USA | Deutschsprachige Erstausstrahlung (—) | Regie              | Drehbuch                            | Zuschauer | Prod. Code |
| -------------------------------------------------- | --------- | ------------------------------ | ------------------------------------- | -------------------- | ------------------------------------- | ------------------ | ----------------------------------- | --------- | ---------- |
| 21                                                 | 1         | Dad im Glück                   | See Dad Swoon                         | 2. Juni 2013         | 26. Mai 2015                          | Jody Margolin Hahn | Tina Albanese & Patrick Labyorteaux | 1,13 Mio. | 202        |
| 22                                                 | 2         | Dad und der Familienausflug    | See Dad Get the Family to the Airport | 9. Juni 2013         | 25. Mai 2015                          | Jody Margolin Hahn | Michael Feldman                     | 1,36 Mio. | 201        |
| 23                                                 | 3         | Dad, der Normalo               | See Dad Be Normal.ish                 | 16. Juni 2013        | 29. Mai 2015                          | Jonathan Judge     | Matt Boren                          | 1,27 Mio. | 205        |
| 24                                                 | 4         | Dad und die Prinzessinnenparty | See Dad Throw a Birthday Party        | 8. Sep. 2013         | 1. Juni 2015                          | Jonathan Judge     | Lisa Parsons                        | 1,22 Mio. | 206        |
| 25                                                 | 5         | Dad und die McGinleys          | See Dad McLivin' with the McGinleys   | 15. Sep. 2013        | 28. Mai 2015                          | David DeLuise      | David DiPietro & Paul Ciancarelli   | 1,01 Mio. | 204        |
| 26                                                 | 6         | Dad und der Chemiebeweis       | See Dad Prove He Has Chemistry        | 29. Sep. 2013        | 2. Juni 2015                          | Rich Correll       | Earl Davis                          | 1,05 Mio. | 207        |
| 27                                                 | 7         | Dad und die Elch-Grippe        | See Dad Run a Fever                   | 6. Okt. 2013         | 4. Juni 2015                          | Victor Gonzalez    | David L. Moses & Clay Lapari        | 1,15 Mio. | 209        |
| Gaststar: Raven-Symoné Pearman als Whitney Gibbons |           |                                |                                       |                      |                                       |                    |                                     |           |            |
| 28                                                 | 8         | Dad und die Blumen für Emily   | See Dad Send Emily Flowers            | 13. Okt. 2013        | 15. Juni 2015                         | Jody Margolin Hahn | Perry Rein & Gigi McCreery          | 1,08 Mio. | 216        |
| 29                                                 | 9         | Dad und der Halloweengeist     | See Dad Run Halloween                 | 20. Okt. 2013        | 11. Juni 2015                         | Jody Margolin Hahn | Earl Davis                          | 1,4 Mio.  | 214        |
| 30                                                 | 10        | Dad und die kleine Ballerina   | See Dad Dance Around the Truth        | 3. Nov. 2013         | 17. Juni 2015                         | Jody Margolin Hahn | Tina Albanese & Patrick Labyorteaux | 1,40 Mio. | 218        |
| 31                                                 | 11        | Dad, der Baumeister            | See Dad See Dad Run                   | 10. Nov. 2013        | 8. Juni 2015                          | Scott Marshall     | Mitchel Katlin & Nat Bernstein      | 1,15 Mio. | 213        |
| 32                                                 | 12        | Dad, der Muster-Dad            | See Dad Have a Career                 | 24. Nov. 2013        | 12. Juni 2015                         | Jody Margolin Hahn | Matt Boren                          | 0,94 Mio. | 215        |
| 33                                                 | 13        | Dad gibt Tipps im Schlaf       | See Dad See Joe Sleepwalk             | 5. Jan. 2014         | 10. Juni 2015                         | Rich Correll       | Scott Marshall & Garry Marshall     | 1,50 Mio. | 219        |
| 34                                                 | 14        | Dad und der Triathlon          | See Dad Run Until He Drops            | 12. Jan. 2014        | 19. Juni 2015                         | Jonathan Judge     | David DiPietro & Paul Ciancarelli   | 1,20 Mio. | 220        |
| Gaststar: Wendy Raquel Robinson als Alicia         |           |                                |                                       |                      |                                       |                    |                                     |           |            |
| 35                                                 | 15        | Dad und das Familientreffen    | See Dad Roast the Toast               | 19. Jan. 2014        | 16. Juni 2015                         | Jonathan Judge     | Nat Bernstein & Mitchel Katlin      | 1,22 Mio. | 217        |

### Staffel 3
Die dritte Staffel von See Dad Run wurde vom 9. Februar 2014 bis zum 13. August 2015 auf Nick at Nite ausgestrahlt. Einige der Folgen wurden bereits zusammen mit der zweiten Staffel produziert. 2016 wurde sie in Deutschland auf nicknight ausgestrahlt.
| Nr. (ges.)                                                     | Nr. (St.) | Deutscher Titel                     | Originaltitel                              | Erstausstrahlung USA | Deutschsprachige Erstausstrahlung (-) | Regie              | Drehbuch                          | Zuschauer | Prod. Code |
| -------------------------------------------------------------- | --------- | ----------------------------------- | ------------------------------------------ | -------------------- | ------------------------------------- | ------------------ | --------------------------------- | --------- | ---------- |
| 36                                                             | 1         | Dad und der Valentinsfluch          | See Dad Nail Valentine’s Day               | 9. Feb. 2014         | 13. Juni 2016                         | Jody Margolin Hahn | Earl Davis                        | 0,91 Mio. | 301        |
| 37                                                             | 2         | Dad mistet aus                      | See Dad Downsize                           | 3. Apr. 2014         | 5. Juni 2016                          | Victor Gonzalez    | David DiPietro & Paul Ciancarelli | –         | 210        |
| 38                                                             | 3         | Dad und Joe haben Nachsitzen        | See Dad Run Joe Into Detention             | 10. Apr. 2014        | 9. Juni 2016                          | Jody Margolin Hahn | Michael Feldman                   | –         | 212        |
| 39                                                             | 4         | Dad bringt Emily das Autofahren bei | See Dad Teach Emily to Drive               | 17. Apr. 2014        | 3. Juni 2016                          | Mitchel Katlin     | Gigi McCreery & Perry Rein        | –         | 208        |
| 40                                                             | 5         | Dad und der wilde Neffe             | See Dad Run Into Marcus' Nephew            | 24. Apr. 2014        | 16. Juni 2016                         | Robbie Countryman  | Mitchel Katlin & Nat Bernstein    | –         | 304        |
| 41                                                             | 6         | Dad in der Wildnis                  | See Dad Rough It                           | 1. Mai 2014          | 15. Juni 2016                         | Scott Marshall     | Matt Boren                        | –         | 303        |
| Gaststars: Christopher Gorham als Berwick, Vicki Lewis als Kat |           |                                     |                                            |                      |                                       |                    |                                   |           |            |
| 42                                                             | 7         | Dad und die Reime                   | See Dad Ruin Joe's Teacher                 | 2. Okt. 2014         | 27. Mai 2016                          | Jody Margolin Hahn | Gigi McCreery & Perry Rein        | 0,80 Mio. | 203        |
| 43                                                             | 8         | –                                   | See Dad Lose the Forest for the Tree House | 9. Okt. 2014         | –                                     | 211                |                                   |           |            |
| 44                                                             | 9         | Dad wird Elternvertreter            | See Dad Become Room Mom                    | 16. Okt. 2014        | 14. Juni 2016                         | 302                |                                   |           |            |
| 45                                                             | 10        | Dad und die rasende Reporterin      | See Dad Live at Five                       | 6. Nov. 2014         | 17. Juni 2016                         | –                  | 305                               |           |            |
| 46                                                             | 11        | Dad und die Ausreißerin             | See Dad Watch Janie Run Away               | 13. Nov. 2014        | 20. Juni 2016                         | -                  | -                                 | –         | 365        |
| 47                                                             | 12        | Dad feuert Tracey                   | See Dad Fire Original Katie Again          | 20. Nov. 2014        | 21. Juni 2016                         | -                  | -                                 | –         | 307        |
| 48                                                             | 13        | Dad steigt in den Ring              | See Dad Get in the Ring                    | 4. Dez. 2014         | 22. Juni 2016                         | -                  | -                                 | –         | 308        |
| 49                                                             | 14        | Dad im Gericht                      | See Dad Rest his Case                      | 25. Juni 2015        | 23. Juni 2016                         | -                  | -                                 | –         | -          |
| 50-51                                                          | 15-16     | Dads Berufung                       | See Dad Find His Way Home                  | 13. Aug. 2015        | 1. Juli 2016                          | -                  | -                                 | –         | -          |